# ISO 3166-2:HK
ISO 3166-2:HK – kody ISO 3166-2 dla Hongkongu.
Kody ISO 3166-2 to część standardu ISO 3166 publikowanego przez Międzynarodową Organizację Normalizacyjną. Kody te są przypisywane głównym jednostkom podziału administracyjnego, takim jak np. województwa czy stany, każdego kraju posiadającego kod w standardzie ISO 3166-1. 
Aktualnie (2017) dla Hongkongu nie zdefiniowano kodów dla podjednostek administracyjnych, natomiast Hongkong jako specjalny region administracyjny wchodzący w skład Chińskiej Republiki Ludowej, ma dodatkowo kod ISO 3166-2:CN wynikający z podziału terytorialnego tego państwa CN-91.